# Khu không quân Barry M. Goldwater
Khu Không quân Barry M. Goldwater hoặc Khu Barry M. Goldwater (BMGR), trước đây được gọi là Khu Không quân Luke, là một khu vực ném bom ở bang Arizona của Hoa Kỳ, giữa biên giới Mexico – Hoa Kỳ và Xa lộ Liên tiểu bang 8 nằm giữa Khu bảo tồn Động vật Hoang dã Quốc gia Cabeza Prieta và dân tộc Tohono Oʼodham.